# 弟弟 (電影)
《弟弟》（英語：Dìdi）是一部2024年上映的美國成長喜劇電影，由王湘聖擔任編劇、導演和製片，這也是他的導演處女作。本劇由艾薩克·王、雪莉·張、張麗華和陳沖主演。卡洛斯·羅培茲·埃斯特拉達和克里斯·哥倫布則分別擔任反重力學院和首航旗下的製片人和執行製片人。
該片於2024年1月19日在2024年日舞影展上進行了全球首映，並獲得了觀眾票選獎：美國劇情片獎、以及美國劇情片評審團的特別獎。電影預定於2024年7月26日由焦點影業發行。

## 故事大綱
2008年，一名13歲的臺裔美國男孩學習如何滑板、調情和如何愛他的母親。確實

## 演員
- 艾薩克·王（英语：Izaac Wang） 飾 克里斯·王
- 雪莉·張 飾 薇薇安·王維
- 張麗華 飾 奶奶
- 陳沖 飾 王純星
- 拉烏爾·迪亞爾 飾 法哈德·馬胡木
- 張進 飾 金哲
- 馬海拉·帕克 飾 瑪蒂
- 奇隆·登克 飾 多諾萬
- 蘇尼爾·莫利洛 飾 科里
- 蒙泰·波斯曼 飾 金塊
- 喬吉·奧古斯特 飾 喬治亞

## 製作
該電影的主要拍攝於2023年7月在加利福尼亚州弗里蒙特進行。這部電影主要由來自舊金山灣區的演員組成。該片先前曾獲2023年聖丹斯學院編劇與導演實驗室獎和2022年SFFILM雷寧格蘭特獎。

## 發行
《弟弟》於2024年1月19日在2024年日舞影展上進行了全球首映。幾天后，焦點影業獲得了該片的發行權。也將於2024年3月12日在西南偏南放映。預定2024年7月26日上映。

## 評價
在評論聚合網站爛番茄上，《弟弟》的支持率為92%，基於24則評論，平均評分為7.7/10。在Metacritic上，該影片給出了加權平均分，得分為74分（滿分100分），表明該片獲得了「普遍好評」的評價。
阿德里安·霍頓在《衛報》的評論中將《弟弟》描述為「他在網上成長經歷中看過的最好、最無縫的電影之一，並宣稱它是《八年級生》（2018年）的「明顯前身」」。

## 外部連結
- 互联网电影数据库（IMDb）上《弟弟》的资料（英文）